# Зубни каменац
Зубни каменац настаје накупљањем анорганских супстанци (минерала) у плаку. Минерализација плака настаје углавном у предјелима гдје се налазе излази великих пљувачних жлијезда: паротидна жлијезда – буквално у предјелу молара, сублингвална жлијезда – лингвално у предјелу инцизива. Минерализација настаје јер је пљувачка преплављена са калцијумом (Ca). Зубни каменац је грађен у облику ламела, што доказује да настаје кроз дужи период.
Сам каменац није кариоген нити води ка пародонтитису, али бактерије и плак који се на каменцу накупљају и у њему налазе, су фактори настанка наведених болести.

## Подела
- Субгингивални каменац
- Супрагингивални каменац

## Терапија
Ручни инструменти:
- Срп/ скалер (енгл. scaler) – само супрагингивално
- Кирета – само субгингивално
- Универзална кирета – субгингивално и супрагингивално
- Грејси кирете (Gracey) – специјални иструменти за само једну зубну површину

Звучни и ултразвучни инструменти:
- Феромагнетски – гвожђе или никл у магнетском пољу
- Пиезоелектрични – кристали у електричном пољу[2]